# الصحوة الوطنية الإندونيسية
الصحوة الوطنية الإندونيسية (بالإندونيسية: Kebangkitan Nasional Indonesia) هو مصطلح يشير إلى الفترة المبتدئة من النصف الأول من القرن العشرين، حيث بدأ الناس في أجزاء كثيرة من الأرخبيل الأندونيسي في تطوير وعي وطني يحمل اسم «الإندونيسيين».
من أجل السعي لتحقيق الأرباح والسيطرة الإدارية فرض الهولنديون بالقوة سلطة الهند الشرقية الهولندية على مجموعة من الشعوب التي لم تمتلك في السابق هوية سياسية موحدة. بحلول بداية القرن العشرين شكل الهولنديون الحدود الإقليمية لدولة استعمارية جديدة، والتي أصبحت مقدمة لإندونيسيا الحديثة.
في النصف الأول من القرن العشرين نشأت منظمات وقيادات جديدة في المنطقة الإستعمارية الهولندية، وفي إطار سياستها الجديدة ساعدت هولندا في تهيأت نخبة إندونيسية متعلمة. غالبًا ما يشار إلى هذه التغيرات العميقة والجوهرية بين السكان الأصليين في إندونيسيا باسم «النهضة الوطنية الإندونيسية»، وكانت هذه التغييرات مصحوبة بحراك ونشاط سياسي متزايد، توج في نهاية المطاف بانتصار الوطنيين الإندونيسيين، الذين أعلنوا استقلال بلدهم في 17 أغسطس 1945م.

## خلفية
أدت عدة عوامل إلى ظهور الوعي القومي الإندونيسي، ومنها: وسائل الإعلام المطبوعة، ومرحلة التحضر، والشيوعية، والإسلام، والتعليم، ووسائل الترفيه مثل الأفلام والمسرح الغنائي وموسيقى الكرونكونج، والمعاناة الحاصلة تحت نظام الفصل العنصري الهولندي. ساعد القوميون في احتضان الوعي الوطني، وأعطى كبار المفكرين مثل كرتيني، وتيرتو، وسيماون صوتًا وروحًا لفكرة أرخبيل إندونيسي موحد، وسعى هؤلاء القادة إلى جانب كثيرين آخرين إلى تبني فكرة الحداثة والأمة والحرية والاستقلال.
قُمع أصوات السكان الأصليين من قبل الهولنديين الذين منعوا حرية التعبير وحرية التجمع، والذين تجسسوا بشكل سافر على المنظمات المنشقة. في البداية رفع عدد قليل من الأندونيسيين أصواتهم ضد الاستعمار، حيث تجنب معظم الناس الهولنديين قدر استطاعتهم. حافظت الحركة الحديثة ضد الحكم الاستعماري على استمرارية التحرك ضد المستعمر، على الرغم من التزام عدد قليل من الرجال والنساء بهذا النهج.
بدأت الحركة في أواخر القرن التاسع عشر الميلادي، وهي فترة اندماج حكومة جزر الهند الهولندية، التي عززت بشكل كبير حكمها على جزء كبير من المنطقة والتي هي الآن تمثل الحدود الإقليمية الاندونيسية الوطنية. كانت كارتيني أحد الأفراد الذين قدموا الزخم والأيديولوجية التي ألهمت القوميين الوطنيين في متابعة أفكارهم على الرغم من الشدائد والصعوبات. استيقظت عقلية كارتيني من التعليم الكلاسيكي الهولندي الجيد والمعتقدات الإسلامية التقليدية والتعليم. كانت كارتيني مدعومةً من عائلة وأصدقاء يتمتعون بالثراء والنهج الفكري الأوروبي والإندونيسي. حافظت كارتيني على فضوليتها وأدرجت المبادئ النسوية، ورفاهية المجتمع والتعليم في سعيها نحو الهوية الوطنية الإندونيسية وسعيها لتحديث مجتمعها التقليدي، والدعوة إلى إجراء تغييرات في وضع المساواة بين الجنسين ومبادئ تقرير المصير الفردي والوطني لتحقيق حلم الأندونيسيين العالمي المتمثل في الاستقلال والحكم الذاتي.

## التعليم
في بداية القرن العشرين كان عدد الإندونيسيين المتعلمين في المرحلة الثانوية ضئيل جدًا حتى لا يكاد يذكر. منذ ذلك الوقت قامت الحكومة الاستعمارية بتوسيع فرص التعليم الثانوية للإندونيسيين الأصليين. في عام 1925 تحول تركيز الحكومة إلى توفير تعليم مهني ابتدائي لمدة ثلاث سنوات.
في عام 1940 كان هناك أكثر من مليوني طالب في هذه المدارس التي يعتقد أنها قد حسنت معدل معرفة القراءة والكتابة بنسبة 6.3 في المائة المسجل في تعداد عام 1930. فتح التعليم المتوسط الهولندي آفاقًا وفرص جديدة، وكان هناك قبول قوي من قبل الإندونيسيين.
في عام 1940 كان هناك 65 ألف إلى 80 ألف طالب إندونيسي يدرسون في المدارس الابتدائية الهولندية، أي ما يعادل 1٪ من الفئة العمرية المستهدفة للالتحاق بالتعليم. في نفس الوقت تقريبًا كان هناك سبعة آلاف طالب إندونيسي في المدارس الهولندية المتوسطة. على الرغم من أن أعداد الطلاب المسجلين كانت صغيرة بالمقارنة مع مجموع الفئات العمرية المستحقة للتعليم، إلا أن التعليم المتوسط الهولندي كان عالي الجودة، ومنذ 1920 بدأ تشكل نخبة إندونيسية جديدة متعلمة.

## القومية الأندونيسية
لم يؤدي انتشار التعليم إلى توفير فرص تعليمية واسعة، إلا أن التعليم الهولندي أصبح متوافرًا لأبناء النخبة الإندونيسية. كان المقصود من التعليم الغربي توفير العمالة الكتابية للبيروقراطية الاستعمارية المتنامية، وجُلب مع هذا التعليم أفكار سياسية غربية عن الحرية والديمقراطية. خلال عشرينيات وثلاثينيات القرن العشرين بدأت هذه النخبة الصغيرة في التعبير عن مناهضة الاستعمار المتزايد والوعي القومي.
خلال هذه الفترة بدأ أول الأحزاب السياسية الإندونيسية في الظهور، فتم تأسيس مجموعة الشباب بودي أوتومو في عام 1908، وإنديش بارتيجي في عام 1912، وفي نفس العام تأسست ساريكات الإسلامية التي استوحت مبادئها من التصوف الإسلامية والقيم الجاوية، حيث شكلت مفاهيم الاستقلال والحكم الذاتي. جمعت هذه الكيانات الجديدة الإندونيسيين تحت المظلة التوحد، مستخدمين راية الإسلام في معارضة الحكم الهولندي، لكن لم يكن لهذه الأحزاب أجندة قومية، وكانت في الغالب معادية للصينيين أكثر من معاداة الهولنديين. في المقابل كان الحزب الشيوعي الإندونيسي الذي تأسس في عام 1920، عبارة عن حزب استقلال كامل مستوحى من السياسة الأوروبية. في عام 1926 بدأ الشيوعيون ثورة في جميع أنحاء إندونيسيا من خلال عملية عصيان في جزيرة جاوة، أزعجت هذه الثورة الهولنديين، فاعتقلوا ونفوا آلاف من الشيوعيين الإندونيسيين.
في عام 1918 اجتمع برلمان بروتو لأول مرة بعد أن تم تأسيسه قبل عامين. تألف البرلمان من 39 عضوا، حيث ضم 15 عضول من الاندونيسيين الأصليين. خلال هذا العام وافقت الحكومة الهولندية على أنه سيتم منح الإندونيسيين حكمًا ذاتيًا في المستقبل، ولكن الهولنديين لم يفعلوا أي شيء لمتابعة هذا الهدف.
في عام 1920 جاءت كلمة إندونيسيا للوجود، حيث ابتكرها عالم طبيعي إنجليزي لتصنيف المنطقة العرقية والجغرافية، وقد التقفها القوميون ككلمة لتخيل وحدة شعوب الأرخبيل. في السابق كانت تحالفات الشباب تتحدث عن عدة أشكال من الاستقلال، فكانوا يتحدثون عن دولة بالي، وأمة جاوة، وأمة سومطرة، وهكذا، أما في تلك السنة فلم تتحدث شعوب الأرخبيل سوى عن إندونيسيا التي ستمثل شعب واحد.
في عام 1927 أسس أحمد سوكارنو الحزب الوطني الإندونيسي في باندونغ، وكان أول حزب علماني في إندونيسيا يكرس في المقام الأول جهوده نحو الاستقلال. في 28 أكتوبر 1928 أعلن مؤتمر الشباب الأندونيسي تعهده بالسير نحو أهدافًا وطنية تتضمن: بلد واحد هو إندونيسيا، وشعب واحد هو الشعب الإندونيسي، ولغة واحدة هي اللغة إندونيسية.

## نهاية الاستعمار
مع بداية الحرب العالمية الثانية كان المصير السياسي لجزر الهند غامضًا، فقد وجد الحُكام الهولنديون للجزر أنفسهم محتلين من قبل ألمانيا في مايو 1940. كان الهولنديون في موقف ضعيف لضمان حكمهم في جزر الهند، وكانت الحكومة الاستعمارية في المنفى مصممة على مواصلة حكمها على الأرخبيل.
في أوائل عام 1942 غزت الإمبراطورية اليابانية جزر الهند الشرقية الهولندية، كان لدى هولندا قدرة ضعيفة على الدفاع عن مستعمرتها ضد الجيش الياباني، وتم هزيمة القوات الهولندية بأكثر من شهر بقليل، وهي ضربة كانت لإنهاء 300 عام من الوجود الاستعماري الهولندي في إندونيسيا.
بعد استسلام اليابانيين للحلفاء في عام 1945، سعى الهولنديون لاستئناف السيطرة الاستعمارية على جزر الهند، وفق هذا الهدف حصل الهولنديون على الدعم العسكري من البريطانيين الذين خاضوا معارك دامية في جاوة لاستعادة الحكم الهولندي. ولم يستطع الهولنديين التقدم والانتصار على القوميون الإندونيسيون رغم الخسائر الفادحة. بحلول عام 1945 أصبحت فكرة «إندونيسيا» أقرب للتحقق من أي وقت مضى، وفي نفس العام تم إعلان استقلال الأرخبيل.